# Cá voi xanh
 (février 2018).
Cá voi xanh (baleine bleue en vietnamien) est un gisement de gaz naturel offshore, situé dans les eaux du Vietnam au large de Đà Nẵng.

Situé approximativement à 100km de la côte du Vietnam central dans la Mer de Chine méridionale, au sud du bassin Song Hong,, dans une concession accordée à ExxonMobil qui en assurera donc le développement, il est, avec 150 km3 de réserves, le plus grand gisement d'hydrocarbures du pays. Exxon espère qu'un accord sera signé en 2019, permettant la mise en production pour 2023.
En parallèle avec le développement du gisement, de nouvelles centrales thermiques seront construites et elles utiliseront une grande partie de la production du gisement.